# 暖地高領蘚
暖地高領蘚（学名：Glyphomitrium calycinum）为高領蘚科高領蘚屬下的一个种。